# Luciano Salce
Luciano Salce (ur. 25 września 1922 zm. 17 grudnia 1989) – włoski aktor filmowy, reżyser i scenarzysta.

## Wybrana filmografia
scenarzysta
- 1960: Pillole di Ercole, Le
- 1963: Ore dell'amore, Le
- 1970: Basta guardarla
- 1976: Drugi tragiczny film o Fantozzim
- 1979: Riavanti... Marsch!

reżyser
- 1954: Floradas na Serra
- 1962: Zabłąkana w Rzymie
- 1966: El Greco (film)
- 1975: Kaczka w pomarańczach
- 1984: Vediamoci chiaro
- 1987: Quelli del casco

film
- 1958: Toto nella luna jako Von Braun
- 1963: Panowie senatorowie jako Gość
- 1971: Homo Eroticus jako Achille lampugnani
- 1975: Di che segno sei? jako Nando Moriconi
- 1983: Piękna Otero